# La Folle Soirée du Palmashow
La Folle Soirée du Palmashow est une émission inédite créée par le duo du Palmashow. Elle se compose de sketches, de parodies, de fausses pubs et de Very Bad Blagues 100 % inédit. Le tout articulé d'une fiction où l'on retrouve le Palmashow dans les coulisses de leur prime.

## Distribution
- Grégoire Ludig
- David Marsais

## Émissions

### Rediffusions
Le Palmashow ayant rejoint TF1 en 2017 et après avoir rediffusé les Very Bad Blagues en août 2019, TMC décide de diffuser en prime quelques mois plus tard les 3 éditions. La folle soirée du Palmashow 3 le 2 octobre, La folle soirée du Palmashow 2 le 9 octobre et La folle soirée du Palmashow le 16 octobre.

## Musique
Le générique de l'émission a été composé par Charles Ludig.